# División de Honor de balonmano 1982-83
La División de Honor de balonmano 1982-83 fue la 25.ª edición de la máxima competición de balonmano de España. Se desarrolló en una fase, que constaba de una liga de catorce equipos enfrentados todos contra todos a doble vuelta. El ganador disputaba la Copa de Europa y los tres últimos descendían a Primera División.

## Clasificación
| N. | Equipo               | PJ | PG | PE | PP | PTS |
| 1  | Atlético de Madrid   | 26 | 25 | 1  | 0  | 51  |
| 2  | F.C. Barcelona       | 26 | 23 | 0  | 3  | 46  |
| 3  | Granollers           | 26 | 21 | 1  | 4  | 43  |
| 4  | Bidasoa Danona       | 26 | 17 | 1  | 8  | 35  |
| 5  | Michelín Valladolid  | 26 | 15 | 2  | 9  | 32  |
| 6  | Cajamadrid           | 26 | 14 | 0  | 12 | 28  |
| 7  | Málaga               | 26 | 13 | 0  | 13 | 26  |
| 8  | Tecnisa              | 26 | 11 | 2  | 13 | 24  |
| 9  | Coronas Tres de Mayo | 26 | 10 | 2  | 14 | 22  |
| 10 | Marcol Lanas Aragón  | 26 | 8  | 0  | 18 | 16  |
| 11 | C.N. Helios          | 26 | 7  | 1  | 18 | 15  |
| 12 | GEiEG                | 26 | 6  | 0  | 20 | 12  |
| 13 | San Dimas Ademar     | 26 | 6  | 0  | 20 | 12  |
| 14 | Anaitasuna           | 26 | 1  | 0  | 25 | 2   |